# Bordeira (Aljezur)
Bordeira és una freguesia portuguesa del municipi d'Aljezur, amb 79,87 km² d'àrea i 432 habitants (al cens del 2011). La densitat de població n'és de 5,4 hab/km², la qual cosa li permet ser classificada com una àrea de baixa densitat (ordenança 1467-A/2001).
- Carrapateira és una localitat de la freguesia.

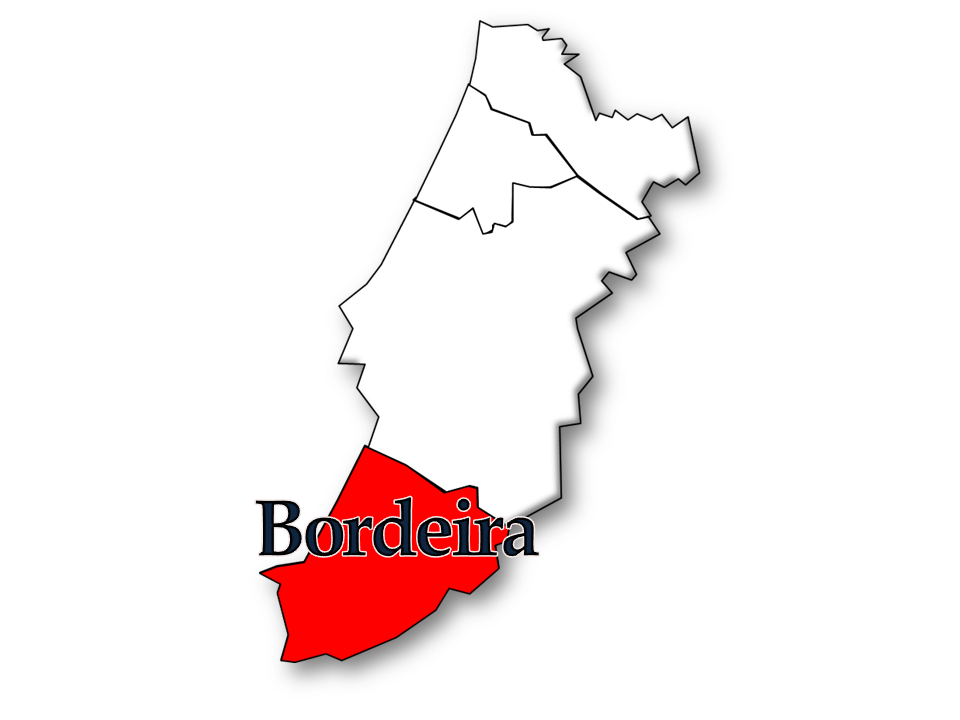
Situació de la freguesia de Bordeira al municipi d'Aljezur

## Patrimoni
- Fort de Carrapateira, que enclou l'església parroquial
- Museu del Mar i de la Terra de Carrapateira
- Poblat islàmic de Ponta do Castelo